# Coratge (pel·lícula)
Coratge (títol original persa: تا فردا, transcrit com a Ta farda; títol internacional en anglés: Until Tomorrow) és un llargmetratge del 2022 dirigit per Ali Asgari. El drama se centra en una jove mare fadrina de Teheran (interpretada per Sadaf Asgari) que ha d'amagar el seu fill il·legítim als seus pares durant un curt període. S'ha subtitulat al català.
L'estrena mundial de la coproducció internacional entre Iran, França i Qatar tingué lloc el febrer de 2022 al 72 Festival Internacional de Cinema de Berlín.

## Guió
La jove iraniana Fereshteh fa un any que viu a Teheran i és mare d'un xiquet il·legítim. Es va traslladar a la capital per als seus estudis, però ara s'ocupa del seu fill i treballa dissenyant productes d'impressió per a una impremta. Ella i la seua amiga Atefeh, que també és nouvinguda a Teheran, volen emigrar al Canadà, així que Atefeh està aprenent anglés per sol·licitar el visat. Pel xiquet, però, Fereshteh primer hauria d'aconseguir un passaport al mercat negre, la qual cosa és difícil. Els pares de Fereshteh no viuen a la capital i no saben de la seua néta.

## Història

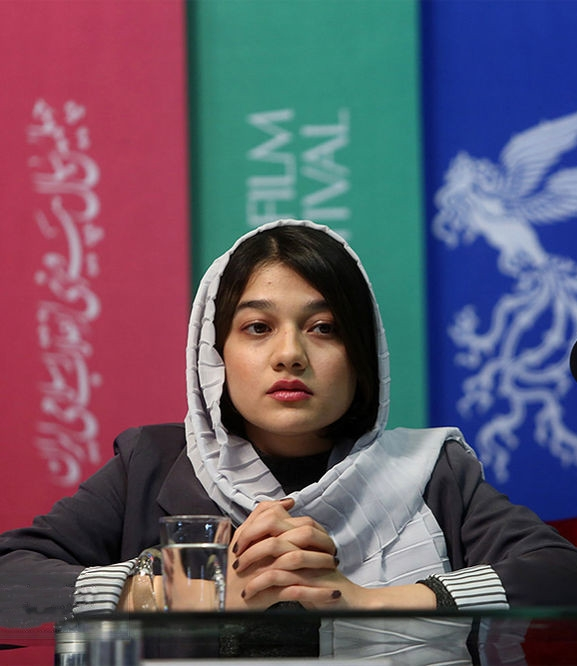
L'actriu principal, Sadaf Asgari.

Ta farda és el segon llargmetratge del cineasta iranià Ali Asgari, que treballa principalment com a director de curtmetratges. Va coescriure el guió amb la seua companya Alireza Khatami. Es van conèixer al Festival Internacional de Cinema de Venècia 2017, on van rebre invitacions a la secció lateral Orizzonti per als seus debuts al llargmetratge, Napadid Shodan (Asgari) i Los Versos del Olvido (Khatami). Khatami va rebre diversos premis pel seu treball de direcció al festival, mentre que la pel·lícula d'Asgari va passar desapercebuda a Venècia. Napadid Shodan narra la història d'una jove desesperada a Teheran, amb hemorràgies abundants, que intenta sense èxit ser atesa als hospitals amb el seu xicot. Els seus pares no poden esbrinar res dels fets.
Es va desenvolupar una estreta amistat entre Asgari i Khatami, i tots dos van decidir coescriure el guió de la pel·lícula d'Asgari Ta farda. Una vegada més, van trucar a l'actriu principal de Napadid Shodan, Sadaf Asgari, que també va protagonitzar el curtmetratge d'Asgari Delay (2018) i el premiat llargmetratge Yalda, a Night for Forgiveness (2019). Ghazal Shojaei va ser contractada per a la segona protagonista femenina. Segons Asgari, la joventut i la professionalitat de les dos actrius van ser determinants per al càsting. Va descriure col·laborar amb Khatami al guió com una "experiència bona i agradable", tot i que tots dos tenien gustos diferents. Asgari va afirmar que el guió de Ta farda havia superat el del seu debut al llargmetratge, Napadid Shodan.
La preproducció es va dur a terme fins al març de 2021. Això va ser seguit pel rodatge. Pouria Nouri va fer de càmera. Ehsan Vaseghi va ser el responsable de l'edició. L'iranià Niki Karimi va produir Ta farda juntament amb un col·lega francés. Musica Javad Nazari

## Rebuda
Ta farda va rebre una invitació a la secció Panorama de la Berlinale. Allà es va estrenar el dia 14 de febrer de 2022 amb el títol internacional Until Tomorrow. La pel·lícula formà part de la selecció oficial de la XXXVII edició de la Mostra de València, obtenint la Palmera d'Or, el màxim guardó del festival.